# محمدعلی کریم‌خانی
محمد‌علی کریم‌خانی (۵ مهر ۱۳۲۹ – ۳۰ خرداد ۱۴۰۱) مداح و خوانندهٔ مذهبی ایرانی بود. او با خواندن قطعهٔ «آمدم ای شاه پناهم بده» برای علی بن موسی الرضا ساختهٔ آریا عظیمی‌نژاد بیش از قبل نزد مردم شناخته شد. وی در ۳۰ خرداد ۱۴۰۱ درگذشت.

## زندگی‌نامه
محمدعلی کریم‌خانی زادهٔ شهر نرجه از توابع شهرستان تاکستان بود که از کودکی خواندن آواز در مجالس مذهبی را آغاز کرد و بعد از آن که متوجه توانایی‌های خود شد، پیش از جوانی به تهران مراجعه کرد. یکی از ویژگی‌های خاص محمدعلی کریم‌خانی در خوانندگی، صدای بلند او بود که با وجود ورود او به دههٔ هفتم زندگی خود، از توان آن کاسته نشد. محمد اصفهانی در مورد او می‌گوید: «از سال ۶۴ با محمدعلی کریم‌خانی آشنا شدم و سال‌های بعد نیز که در رادیو با آقای صبحدل همکاری می‌کردم، این دغدغه را داشتم که ایشان را فریاد بزنم، چرا که احساس می‌کردم صدای کریم‌خانی شناخته نشده‌است».
همایون شجریان قطعهٔ «من کجا، باران کجا» از آلبوم ایران من خود که بر اساس نحوهٔ خواندن کریم‌خانی تهیه شده‌است را به او تقدیم کرده‌است.

## آثار
آثار کریم‌خانی در زمرهٔ آثار مذهبی است و در همین جهت آلبوم ساقی سرمست را به آهنگسازی آریا عظیمی‌نژاد دربارهٔ واقعهٔ کربلا منتشر کرده‌است که تنظیم و حال و هوای آن با آثار دیگری برای حسین بن علی خوانده شده‌است، متفاوت است. از آثار مشهور وی می‌توان به «نجوای عاشورایی» و «حسین آرام جانم» اشاره کرد.